# Míšov
Míšov település Csehországban, a Dél-plzeňi járásban. Míšov Nové Mitrovice, Čížkov, Borovno és Věšín településekkel határos. Lakosainak száma 111 fő (2024. január 1.).

## Népesség
A település lakosságának változását az alábbi diagram mutatja:
| Lakosok száma | 442  | 371  | 319  | 229  | 139  | 103  | 113  | 120  | 107  | 111  |
|               | 1869 | 1900 | 1921 | 1961 | 1980 | 2011 | 2016 | 2019 | 2021 | 2024 |